# Celatiscincus euryotis
Celatiscincus euryotis — вид сцинкоподібних ящірок родини сцинкових (Scincidae). Ендемік Нової Каледонії.

## Поширення і екологія
Celatiscincus euryotis є ендеміками острова Пен. Вони живуть в прибережних тропічних лісах і вторинних лісах, на висоті до 200 м над рівнем моря. Ведуть денний, наземний спосіб життя, віддають перевагу сонячним місцевостям. Відкладають яйця, в кладці 2-3 яйця.

## Збереження
МСОП класифікує цей вид як такий, що перебуває під загрозою зникнення. Celatiscincus euryotis загрожує знищення природного середовища та хижацтво з боку інтродукованих щурів, кішок і мурах Wasmannia auropunctata.